# لوک امبیت
لوک امبیت (انگلیسی: Luke Mbete؛ زادهٔ ۱۸ سپتامبر ۲۰۰۳) بازیکن فوتبال است.
وی همچنین در تیم‌های ملی فوتبال زیر ۱۶ سال انگلستان و زیر ۱۹ سال انگلستان بازی کرده‌است.

## دوران حرفه‌ای

### باشگاهی
امبیت در لندن متولد شد و در کودکی به باشگاه فوتبال برنتفورد پیوست. زمانی که آنها آکادمی خود را در سال ۲۰۱۶ تعطیل کردند، او به منچستر سیتی پیوست. در نوامبر ۲۰۲۰ او برای تیم سیتی که باشگاه فوتبال چلسی را در فینال جام حذفی جوانان شکست داد، بازی کرد. در ۲۱ سپتامبر ۲۰۲۱ او اولین بازی حرفه‌ای خود را زمانی انجام داد که در ترکیب اصلی منچسترسیتی در جام اتحادیه فوتبال انگلستان مقابل وایکام واندررز قرار گرفت.

### ملی
امبیت متولد انگلستان و کنگویی‌تبار است.
او بازیکن انگلیس در سطح جوانان بوده‌است.